# 가네다성

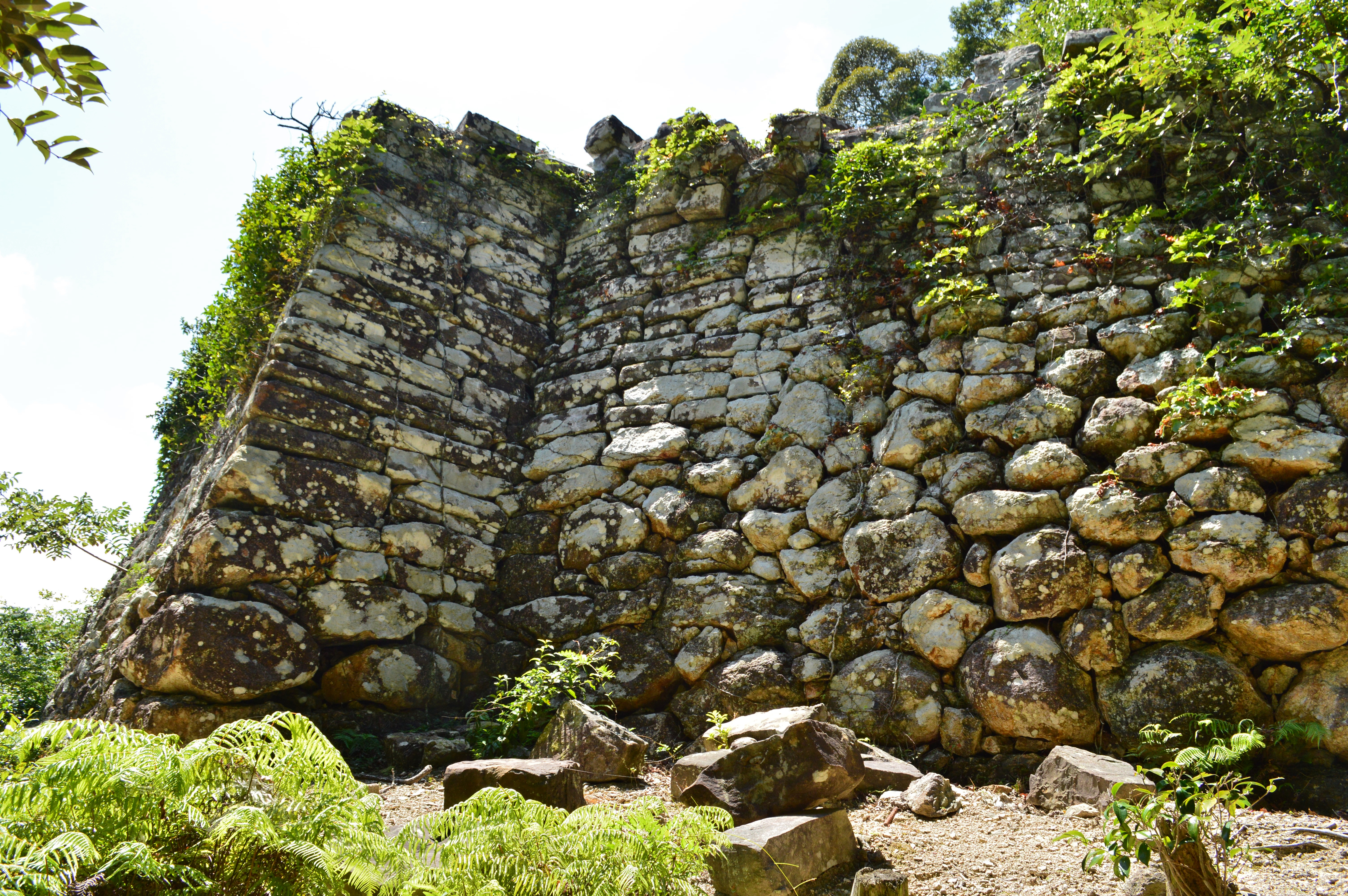

가네다성(金田城)은 일본 나가사키현(長崎県) 쓰시마시(対馬市) 미쓰시마 정(美津島町) 구로세(黒瀬)의 조산(城山)에 위치한 일본의 고대 산성(古代山城, 조선식 산성. 특히 백제식 산성)이다. 성터는 현재 일본의 특별사적으로 지정되어 있다.

## 개요
쓰시마(対馬) 중부에 위치한 아소 만(浅茅湾) 남안으로 튀어나온 표고 275미터의 죠야마(城山)에 위치해 있다. 산꼭대기에 돌로 쌓은 석루가 있고, 산 둘레를 따라 감싸듯이 성벽을 쌓았다. 남동쪽 기슭은 비교적 완만한 경사면으로, 바다로 통하는 세 줄기의 언덕(북쪽에서부터 「이치노 쇼도一の城戸」「니노 쇼도二の城戸」「산노 쇼도三の城戸」로 불림)에 성벽이 남아 있으며, 그 위에 수문(水門)과 성문이 설치되어 있었던 것으로 보인다. 또한 「니노 쇼도」와 「산노 쇼도」 가운데에 위치한 「빈구시 산」주변에서 많은 건물터가 발굴되어, 사키비토(防人)들의 숙영지 등 중추기능을 하는 시설이 있었던 것으로 추정되고 있다. 산꼭대기 기슭에는 옛 일본 육군 포대 터가 남아 있다.

## 역사

### 고대
문헌상으로는 일본서기 덴지 6년(667년)조에 「築倭国高安城。讃吉国山田郡屋島城。対馬国金田城」라고 기록한 것으로 같은 해 다카야스 성(高安城) ・ 야시마 성(屋島城) 등과 함께 가네다 성이 축성되었다고 보인다.
《일본서기》에 따르면 덴지 2년(663년) 백강구 전투에서 백제군을 도와 원병을 보냈으나 대패하고 만 왜국은 당(唐) ・ 신라(新羅)에 대비해 이듬해(664년) 다자이후 방비를 위해 쓰시마, 이키 섬 그리고 지쿠시 국 등지에 사키비토와 봉수를 설치하는 동시에 지쿠시에 미즈키 성을 축성하였다. 나아가 덴지 4년(665년) 답본춘초의 지도로 나가토 국에, 억례복류와 사비복부의 지도로 지쿠시 국에 각각 성을 쌓았다. 이들은 모두 백강 전투 이후 왜국으로 망명한 옛 백제 부흥군 출신 무장들이었다. 다시 말해, 백강구 전투에서 대패한 왜국이 한반도와의 접경지 방비 강화를 위해 추진한 서쪽 지역 군비 확충의 일환으로써 가네다 성도 수축된 것으로 설명할 수 있다.
조 성(城域)에서의 발굴조사에 따르면 7세기 중기 무렵에 처음 축성되었고 7세기 말기에 수축, 8세기 초두 이후에는 거의 폐성된 것으로 추정되고 있다. 문헌상으로는 나라 시대에도 이키, 쓰시마에 사키비토가 설치되었다고 알려져 있는데, 앞서의 사실로부터 같은 시기 가네다 성에는 사키비토가 주둔하지 않았음이 시사된다. 그 이후의 경위에 대해서는 자세하지 않다.

### 중세
중세에는 가키쓰(嘉吉) 원년(1441년)과 고토쿠(享徳) 2년(1453년)에 조 산에서 벌채를 금했다는 문헌이 남아 있다. 특히 전자의 경우 구로세(黒瀬)의 히라 사에몬노이(平左衛門尉)에 대한 명령으로 되어 있는데, 이 히라 사에몬노이라는 인물은 히라야마 씨(平山氏)로써 조 산의 번인(番人)으로 지칭되고 있다.

### 근세
가네다 성은 축성 이후 거의 잊혀지다시피 했고, 에도 시대까지 소재지가 확실하지 않았다. 소재지가 잊혀진 가네다 성의 위치에 대해 쓰시마 현지에서는 이즈하라 정(厳原町) 사쓰(佐須)의 가네다하라(金田原)로 비정하는 설이 유력했다. 이에 대해 쓰시마 후추 번의 유학자였던 스야마 도쓰안(陶山訥庵)은 저서 《쓰시마 기략》(津島紀略)에서 조 산을 가네다 성으로 비정하는 설을 제시하였는데. 사쓰를 가네다 성으로 비정하는 설은 이후로도 해당 지역에서 관련 유구가 나오지 않고 있다.
또한 《쓰시마 기략》에서 조 성을 덴지기(天智紀)에 나오는 산성이라고 본 설 외에도 진구 황후(神功皇后)가 신라 정벌 당시에 쌓았다는 설도 존재했다. 유사한 설로써 에도 시대의 국학자 도 나오노부(藤斎延)의 《본주무비담》(本州武備談)이나 나오노부의 아들인 도 사네후사(藤定房)의 《본주편년략》(本州編年略), 손자 나카사토(仲郷)의 《무본담》(武本談), 《쓰시마 기사》(津島紀事)에서는 주아이 천황(仲哀天皇)의 시대에 조 성을 축성하였다는 설을 제시하기도 했다. 그 당시 조 산의 가네다 성의 모습에 대해 《낙교기문》(楽郊紀聞)에서는 구로세 촌(黒瀬村)의 조 산에 목호(木戸)가 세 곳 있다는 점, 세 목호 주변으로 돌담이 큰 돌로 지어져 있었다는 점, 히라야마 덴키치(平山伝吉)가 조 산의 예역(預役)이었다는 점이 보이고 있다.
에도 시대 후기에는 쓰시마 근해에 이양선이 자주 출몰하게 되면서 쓰시마 후추 번에서 간세이(寛政) 4년(1792년) 연해 지역의 지도를 작성하면서 섬 지역의 요소마다 원견번소(遠見番所)를 설치하고 간세이 10년(1798년)에 《해변어비각》(海辺御備覚)을 작성하였다. 《해변어비각》에는 조 산 ・ 가이후나(貝鮒)의 진(陣) 구조가 명기되어 있으며, 이 무렵에 조 산의 가네다 성이 수축되어 있었음을 보여주고 있다.

### 근세 이후
- 1962년에 나가사키 현 사적으로 지정되었다.
- 1982년 3월 23일에 일본의 국가특별사적으로 지정되었다.[3]

## 참고자료
- 舎人親王(도네리 친왕), 『日本書紀』(《일본서기》).